# أوريليان
أوريليان (باللاتينية: Lucius Domitius Aurelianus Augustus) هو إمبراطورٌ روماني وُلد في بيئةٍ متواضعة، وتدرج في الرتب العسكرية حتى وصل إلى عرش الإمبراطورية الرومانية. استطاع في عهده وبعد حربٍ طاحنةٍ أن يهزم الألمانيين (قبائل جرمانية)، كما نجح في إلحاق الهزيمة بكل من القوط، الواندال، اليوتونجيين ، السارماتيين، والكاربيين. قام أوريليان بضم سوريا وبعض الأجزاء من آسيا الصغرى ومصر إلى الإمبراطورية الرومانية من جديد، حيث كانت الإمبراطورية التدمرية المتمركزة في سوريا قد نجحت في انتزاع استقلالها من روما والتوسع شمالاً وجنوباً. قام لاحقاً بغزو الإمبراطورية الغالية في الغرب، كما شهد عهده بناء الأسوار الأوريليانية في روما، والانسحاب من ولاية داقية.
لعبت انتصاراته دوراً فعالاً في وضع حدٍ لأزمة القرن الثالث التي عصفت بالإمبراطورية الرومانية، كما أهلته ليحمل لقب «مُعيد العالم». رغم أن الإمبراطور دوميتيان كان أول من أمر بأن يُخاطب بلقب dominus et deus (السيد والرب)، إلا أن أوريليان كان أول من وردت هذه الألقاب في عهده مكتوبةً في المستندات الرسمية.

## حياته

### النشأة
تُجمع معظم المصادر بأن أوريليان كان قد ولد في ولاية إليريا الرومانية التي قام أوريليان بتأسيسها إدارياً بعد انسحابه من إقليم داقية، كما تُجمع الأوساط الأكاديمية على أنه كان ينتمي إلى أسرةٍ متواضعةٍ وبأن والده كان فلاحاً بسيطاً.

## حياته العسكرية
يُعدّ من المقبول لدى الباحثين أن أوريليان كان قد التحق بالجيش في العام 235م حيث كان في العشرينات من عمره، كما يُفترض بأن تجنيده كان في الفيالق، وذلك لأنه كان من أبناء الطبقة الاجتماعية الدنيا من المواطنين، إلا أن الشجاعة والسمعة الحسنة اللتان كان يتحلى بهما سمحا له بالارتقاء ليصل إلى مراتبٍ رفيعة. اقترح بعض المتمسكين بفرضية الأصول الرومانية لعائلة أوريليان بأن أصوله الرومانية كانت قد ساعدته في الارتقاء السريع في الجيش الروماني، غير أن فرضية كونه ينتمي إلى أسرة إليرية فقيرة ما زالت الأكثر قبولاً في الأوساط الأكاديمية.
ساهمت نجاحاته كقائد للجنود الفرسان في جعله أحد المقربين من الإمبراطور غالينوس. اشترك أوريليان مع فرقة الجنود الفرسان في معركة نايسوس التي انتصر فيها القائد كلاوديوس على القوط. عارض أوريليان كينتيلوس شقيق كلاوديوس بعد وفاة كلاوديوس، إذ سيطر كينتيلوس على السلطة، إلا أن الجيش رفض الاعتراف به بصفته إمبراطورا، مفضلاً أن يستلم المنصب أحد القادة المهمين في الجيش. نجح أوريليان في هزيمة كينتيلوس وتقلد منصب الإمبراطور بعد وفاته.

### أولبيوس كرينيتوس
شكك العديد من المؤروخين بوجود أولبيوس كرينيتوس. وفي حال وجود فعلي لشخصية كهذه فإنها ستكون دوكس إيليريكوم والفيالق الرومانية الثراقية. وقيل إن ألبيوس كان قد ولد في مدينة إيتاليكا، التي تقع في إسبانيا الحديثة. وأنه قد أشرف على مسيرة أورليان منذ بدايتها. وقد قيل إن أورليان كان نائبه لفترة. وحين غزت مجموعة من القوط إيليريا وتراقيا، حل المرض بأولبيوس، فأمر أوليان بالتصدي للغزاة. وعين أورليان ليغاتوس على الفيلق الثالث. وقدم استخدم قوة جنوده الاحتياط البالغ عددهم 2500 مقاتل وجيوش أربع ممالك جرمانية لهزيمة القوط في المعركة. واستخدم أورليان الموارد التي حصل عليها من المعركة لإثراء المقاطعات. بعد المعركة، شكر كرينيتوس فاليريان، الذي كان إمبراطورًا في ذلك الوقت، لتقديمه نائبًا موهوبًا كأورليان. وتبنى كرينيتوس أورليان كوريث له، إما طواعية أو ربما بالقوة. وحضر الإمبراطور فاليريان حفل التبني الذي وقع في حمامات بيزنطة. في أعقاب ذلك، اختفى كرينيتوس من السجلات التاريخية. وعُثر على لوحة تظهر أولبيوس كرينيتوس إلى جانب أورليان في معبد سول، الأمر الذي أضاف مصداقية على وجوده.

### في ظل جالينوس
جعلت نجاحات أورليان بصفته قائدًا للفرسان منه في نهاية المطاف عضوًا في حاشية الإمبراطور جالينوس. في عام 268، سافر جالينوس إلى إيطاليا وحارب أوريولوس، جنراله الأسبق والمغتصب آنذاك للعرش. ومع تمكنه من دفع أوريولوس إلى الانسحاب إلى ميديولانوم، حاصر جالينوس بسرعة خصمه في المدينة. إلا أن الإمبراطور تعرض للاغتيال خلال الحصار. ويقول أحد المصادر، الذي كان شاهدًا على الحصار، أن أورليان شارك في الحصار ودعم وصول الجنرال كلاوديوس إلى العرش، وهو أمر يمكن تصديقه. في عام 268 أو 269 شارك أورليان وفرسانه في انتصار الإمبراطور جالينوس (أو الإمبراطور كلاوديوس الثاني غوثيكوس) على القوط في معركة نايسوس. 
تزوج أورليان أولبيا سيفيرينا، التي لا يعرف عنها سوى القليل. كانت أولبيا من داسيا. ويعرف أنهما أنجبا بنتًا. 

### في ظل حكم كلاوديوس
أعلن كلاوديوس إمبراطورًا من قبل الجنود خارج ميديولانوم. وأمر الإمبراطور الجديد مجلس الشيوخ على الفور بتأليه جالينوس. ومن ثم بدأ كلاوديوس بالنأي بنفسه عن أولئك الذين كانوا مسؤولين عن اغتيال سلفه، وأمر بإعدام من كانوا ضالعين مباشرة في ذلك. كان أوريولوس ما يزال محاصرًا في ميديولانوم وسعى للتوصل إلى صلح مع الإمبراطور الجديد، إلا أن كلاوديوس لم يكن لديه أي تعاطف مع منافس محتمل. أمر الإمبراطور بقتل أوريولوس، ويورط أحد المصادر أورليان بذلك الفعل، حتى أنه ربما وقع قرار قتله بنفسه. 
خلال حكم كلاوديوس، نال أورليان ترقية على الفور: منح قيادة نخبة فرسان دالماتيا ورُقي سريعًا ليصبح القائد العام للجيش بعد الإمبراطور، وهو ما كان المنصب الخاص بالإمبراطور كلاوديوس قبل اعتلائه العرش. أتاحت الحرب ضد أوريولوس وتمركز القوات في إيطاليا للألامانيين اختراق الحصون الجرمانية على امتداد الدانوب الأعلى. ومع عبورها لرايتيا وجبال الألب دون عوائق، دخلت إيطاليا الشمالية وبدأت بسلب المنطقة. في أوائل العام 269، توجه الإمبراطور كلاوديوس وأورليان شمالًا للقاء للألامانيين، وهزيمتهم في معركة بحيرة بيناكوس.
وفي الوقت الذي كان ما يزال يجري فيه التعامل مع العدو المهزوم، أتت الأخبار من البلقان عن هجمات واسعة النطاق من الهيروليين والقوطيين والغيبيديين والباستارنيين. فأرسل كلاوديوس أورليان على الفور إلى البلقان بغية احتواء الغزو بقدر ما يستطيع إلى أن يصل كلاوديوس مع جيشه الرئيسي. كان القوط يحاصرون تسالونيكا عند سماعهم باقتراب الإمبراطور كلاوديوس، الأمر الذي تسبب بفكهم للحصار ونهبهم لشمالي شرق مقدونيا. أوقف أورليان القوط مع فرسانه الدالماتيين وهزمهم في سلسلة من المناوشات الخفيفة، وقتل من العدو نحو 3000 مقاتل. واصل أورليان مضايقة العدو، ودفعه إلى الانسحاب شمالًا إلى مويسيا العليا حيث كان الإمبراطور كلاوديوس قد حشد جيشه الرئيسي. وكانت المعركة التي تلك ذلك غير حاسمة: أوقف التقدم القوطي نحو الشمال، إلا أن الخسائر الرومانية كانت كبيرة.
لم يكن كلاوديوس قادرًا على خوض معركة محتدمة أخرى، وبدلًا من ذلك نصب كمينًا حقق هدفه بقتل الآلاف. إلا أن معظم القوط تمكنوا من الفرار وبدأوا بالانسحاب جنوبًا من الطريق الذي أتوا منه. وخلال بقية السنة، واصل أورليان مضايقة العدو مع فرسانه الدالماتيين.
ونظرًا إلى أن القوط باتوا عالقين في أراض رومانية، بدأ نقص مؤنهم يفعل فعله. وشن أورليان، مع شعوره بيأس عدوه، هجومًا بقوة كاملة من فرسانه، وقتلوا العديد منهم ودفعوا من بقي باتجاه الغرب نحو ثراقيا. ومع قدوم الشتاء، انسحب القوط إلى جبال هايموس، فوجدوا أنفسهم واقعين في فخ ومحاصرين. وفاقمت الظروف القاسية آنذاك من نقص الغذاء الذي كانوا يعانون منه. إلا أن الرومان استخفوا بالقوط وقللوا من حيطتهم، الأمر الذي أتاح للعدو أن يخترق خطوطهم ويلوذ بالفرار. وتجاهل الإمبراطور كلاوديوس النصيحة وضوحًا، التي من المحتمل أن يكون أورليان هو من أسداها، وأبقى فرسانه مكانهم ولم يرسل سوى المشاة لإيقاف تدفقهم.
قتل القوط الذي كانوا عاقدي العزم العديد من المشاة القادمين ولم يعقهم عن قتلهم جميعًا إلا حين اشترك أورليان مع فرسانه الدالماتيين في الهجوم في نهاية المطاف. ومع ذلك تمكن القوط من الفرار وواصلوا زحفهم نحو ثراقيا. وواصل الجيش الروماني مطاردة القوط خلال ربيع وصيف العام 270. وفي تلك الفترة تفشى وباء في البلقان وقتل العديد من الجنود في كلا الجيشين.
حل المرض بالإمبراطور كلاوديوس خلال الزحف إلى المعركة وعاد إلى مقره الإقليمي في سيرميوم، تاركًا قيادة العمليات ضد القوط لأورليان. استخدم أورليان فرسانه ببراعة شديدة وقسم القوط إلى مجموعات صغيرة كان التعامل معها أكثر سهولة. وبحلول أواخر الصيف كان القوط قد هُزموا، وجرد أي من الناجين من حيوانه وغنائمه وجند ضمن الجيش أو استوطن كمزارع في الأقاليم الحدودية. لم يكن لدى أورليان الوقت للتمتع بانتصاراته، ففي أواخر أغسطس وصلت الأنباء من سيرميوم أن الإمبراطور كلاوديوس قد توفي.

## أوريليان الإمبراطور
شهدت الإمبراطورية الرومانية بعد عهد الإمبراطور فيليب العربي الكثير من الضغوطات الخارجية، كما عصفت بها الحروب الأهلية، فقد فاقم الساعون لاغتصاب السلطة من وهن الإمبراطورية وهددوا وجودها. كذلك الأمر، فقد عانى اقتصاد الدولة المرتكز على الزراعة والتجارة معاناةً جمة، وذلك نتيجةً لحالة عدم الاستقرار التي كانت الدولة ترزح تحت وطئتها. إلى جانب كل ما ذكر، فقد اجتاح الوباء الدولة في حوالي العام 250م، ما أسهم في إضعاف القوة العاملة فيها.
أثّر القبض على الإمبراطور فاليريان تأثيراً كبيراً على الإمبراطورية، وسبب حالةً من عدم الاستقرار، إذ قَبض عليه الفرس في العام 260م. تنامى دور حكام تدمر في سوريا والأجزاء الشرقية من الإمبراطورية الرومانية، فقد أثبتوا جدارتهم في محاربة الفرس، واستطاعوا أن ينتزعوا استقلالهم من روما وأن يؤسسوا إمبراطوريتهم في موطنهم سوريا وتمددوا إلى أجزاءٍ من مصر والأناضول. استطاعت إمبراطورية الغال في الغرب أن تنتزع استقلالها من روما مقتطعةً أجزاءً أخرى من أراضي الإمبراطورية.
في روما انشغل الإمبراطوران كلاوديوس وغالينوس في مكافحة الأخطار الداخلية التي كانت تهدد عروشهم، وقد كان على أوريليان أن يواجه كل هذه المخاطر ويحسن التعامل معها، وذلك منذ المراحل الأولى من استلامه للسلطة.

### إعادة توحيد الإمبراطورية
سعى أوريليان إلى إعادة توحيد الإمبراطورية وضم الأجزاء التي انفصلت عنها وصد الهجمات الخارجية التي أنهكت قواها، فقد شن في أواخر العام 270 وبدايات العام 271 عدة حملاتٍ عسكريةٍ ضد الواندال واليوتونجيين في شمال إيطاليا، ونجح في طردهم من أرضي الإمبراطورية، لذلك فقد مُنح أوريليان لقب Germanicus Maximus (المنتصر على الجرمان) تكريماً له. بقي خطر الشعوب الجرمانية ماثلاً، ما دفع أوريليان إلى بناء ما سمي بالأسوار الأوريليانية حول مدينة روما حمايةً لها.
استطاع أوريليان أن ينتصر على القوط في شبه جزيرة البلقان وأن يدفعهم للتراجع إلى ما وراء نهر الدانوب كما نجح في قتل قائدهم كانابوديس، غير أنه قرر الانسحاب من إقليم داقية الواقع إلى الشمال من نهر الدانوب بسبب الكلفة الباهظة عسكرياً التي قد تترتب عليه جراء وجوده هناك، لذلك فقد أسس ولاية جديدةً إلى الجنوب من نهر الدانوب وأطلق عليها اسم داقية الأوريليانية وعاصمتها سيرديكا.

### اجتياح الإمبراطورية التدمرية

الإمبراطورية المقسّمة سنة 271

في العام 272 توجه أوريليان بنظره صوب الأجزاء الشرقية التي استطاعت أن تخرج عن سيطرة الإمبراطورية الرومانية، والتي كانت تتمثل بالامبراطورية التدمرية التي كانت تحكمها الملكة السورية زنوبيا. استطاعت الملكة زنوبيا أن تُنشئ إمبراطوريتها التي ضمت كلاً من سوريا الكبرى بالإضافة إلى مصر وأجزاءٍ من آسيا الصغرى.
انطلق أوريليان باتجاه آسيا الصغرى أولاً وتمكن هناك من استعادة المدن من قبضة التدمريين الواحدة تلو الأخرى. دمر أوريليان جميع المدن التي أبدت مقاومةً لجيوشه حتى بلوغه مدينة تيانا الواقعة في قبادوقيا، فقد أعفاها من التدمير نتيجةً لرؤيا كان أوريليان قد أبصرها في نومه، حيث رأى الفيلسوف أبولونيوس التياني يعظه بأن يكون رحيماً بالأبرياء، علماً بأن أوريليان كان يُكن له الكثير من الاحترام. لاحقاً استطاع أوريليان أن يهزم زنوبيا في معركة أنطاكيا (battle of immae) وأن يصل فيما بعد إلى أسوار تدمر  أُسرت الملكة زنوبيا التي كانت في طريقها إلى الإمبراطورية الساسانية هاربة من قبضة الرومان. أُجبر أوريليان على العودة إلى تدمر من جديد في العام 273 ليقمع تمرداً جديداً كان قد اندلع ضد الرومان، سمح أوريليان لجيشه إذ ذاك أن ينهب المدينة ويدمرها. لُقب أوريليان بلقب Restitutor Orientis (معيد الشرق) إثر انتصاره على تدمر، كما نجح أوريليان أيضاً في استعادة مصر.

### إنجازات أخرى
استطاع أوريليان في عام 274م أن يجتاح إمبراطورية الغال وحظي بلقب (معيد العالم)، كما تمكن أوريليان من إجراء عدة إصلاحاتٍ في المجالات الاقتصادية والإدارية والدينية.

## وفاته
قتل الإمبراطور أوريليان في تراقيا حين كان متجهاً لقتال الإمبراطورية الساسانية التي كانت تشهد ضعفاً كبيراً ما شجع أوريليان آنذاك على مهاجمتها.
كان أوريليان شديد الصرامة فيما يتعلق بالموظفين والجنود الفاسدين، وكان لأوريليان أمين سر يدعى إروس (بحسب المؤرخ زوسيموس) كان أمين السر هذا قد كذب على الإمبراطور في أمرٍ قليل الأهمية، إلا أن خوفه من العقاب دفعه إلى تزوير قائمة فيها أسماء عددٍ من كبار الموظفين مؤشرٌ عليهم من قبل الإمبراطور على أنهم محكومون بالإعدام، نتيجة لذلك وبعد أن دب الرعب في نفوس الحراس الشخصيين للإمبراطور مخافة أن يقوم بإعدامهم، قاموا بقتله في أيلول من عام 275 في كاينوفروريوم الواقعة في تركيا الحالية.
ثمة أدلةٌ عدة تشير إلى أن زوجة أوريليان أولبيا سيفيرينا، حكمت الإمبراطورية لمدةٍ من الزمن بعد مقتله.
| سبقه كوينتلوس | إمبراطور روما 270 - 275 | تبعه تاسيتس |